# Aeroportul Cocos (Keeling) Islands
Aeroportul Cocos (Keeling) Islands (IATA: CCK, ICAO: YPCC) este un aeroport din Insulele Cocos, Australia ce deservește zona West Island. Aeroportul a fost tranzitat în 2022 de 15.197 de pasageri.
Situat la o altitudine de 3 m, aeroportul dispune de 1 pistă.

## Infrastructură

### Piste
Aeroportul dispune de o singură pistă. Pista 15/33 are suprafața de asfalt și dimensiunile 2.441 m × 45 m. 